# Marcin Dragan
Marcin Teofil Dragan (ur. 11 listopada 1882 w Chyrowie, zm. 9 lipca 1966 w Gdańsku) – polski działacz niepodległościowy, archiwista, pedagog, oficer Wojska Polskiego.

## Życiorys
Urodził się w rodzinie Bazylego i Ludwiki z Braczyńskich. Uczył się w c. k. Gimnazjum w Bochni, w którym w czerwcu 1902 zdał egzamin dojrzałości. Studiował historię i geografię na Uniwersytecie Lwowskim. W 1908 obronił doktorat. Odbył obowiązkową służbę wojskową w cesarskiej i królewskiej Armii, w charakterze jednorocznego ochotnika. Na stopień kadeta rezerwy został mianowany ze starszeństwem z 1 stycznia 1909 i wcielony w rezerwie do 95 galicyjskiego pułku piechoty we Lwowie. W 1911 został przemianowany na chorążego rezerwy z tym samym starszeństwem. W szeregach macierzystego pułku walczył podczas I wojny światowej. Na stopień podporucznika rezerwy został mianowany ze starszeństwem z 1 listopada 1914, a na stopień porucznika rezerwy ze starszeństwem z 1 lutego 1916.
15 lipca 1920 został zatwierdzony z dniem 1 kwietnia 1920 w stopniu majora, w piechocie, w grupie oficerów byłej armii austro-węgierskiej. Pełnił wówczas służbę w Dowództwie Okręgu Etapowego Lwów. 1 czerwca 1921 pełnił służbę w Dowództwie Okręgu Generalnego Lublin, a jego oddziałem macierzystym był 15 pułk piechoty. 3 maja 1922 został zweryfikowany w stopniu majora ze starszeństwem od 1 czerwca 1919 i 120. lokatą w korpusie oficerów piechoty. Później został przeniesiony do rezerwy i przydzielony w rezerwie do 9 pułku piechoty Legionów w Zamościu.
Od 1925 pracował jako nauczyciel historii i geografii w Gimnazjum Polskim w Gdańsku. W latach 1926–1939 i 1945–1956 był prezesem Towarzystwa Przyjaciół Nauki i Sztuki w Gdańsku. Podczas jego prezesury doszło do wyłonienia sześciu wydziałów towarzystwa; Dragan został przewodniczącym I Wydziału Historycznego. W 1927 był jednym ze współzałożycieli wydawanego przez towarzystwo Rocznika Gdańskiego. Zainicjował również wydawanie serii „Biblioteka Gdańsko–Pomorska” i „Studia Gdańskie”. Zachęcał do pracy w strukturach towarzystwa innych nauczycieli Gimnazjum Polskiego: Władysława Pniewskiego, Bronisława Gawła, Kazimierę Jeżową. Od 1 października 1930 był archiwistą przy Komisariacie Generalnym Rzeczypospolitej Polskiej w Wolnym Mieście Gdańsku. Na tym stanowisku przyczynił się do przekazania Polsce części polskich archiwaliów z zasobu gdańskiego archiwum (depozytów niektórych miast i wsi z polskiej części Pomorza Wschodniego). 
W 1934, jako oficer pospolitego ruszenia pozostawał w ewidencji Powiatowej Komendy Uzupełnień Gdynia. Posiadał przydział do Oficerskiej Kadry Okręgowej Nr VIII. Był wówczas „przewidziany do użycia w czasie wojny”.
Podczas II wojny światowej przebywał w Krakowie. 

Powrócił do Gdańska w 1945. Do roku 1949 zajmował stanowisko kierownika Archiwum Państwowego w Gdańsku, zaś 1949–1961 - jego dyrektora. Nadzorował prace nad odbudową jego gmachu, zabezpieczeniem ocalałych archiwaliów oraz zabiegał o powrót akt wywiezionych w czasie wojny do Niemiec. W 1954 otrzymał stopień naukowy docenta. 

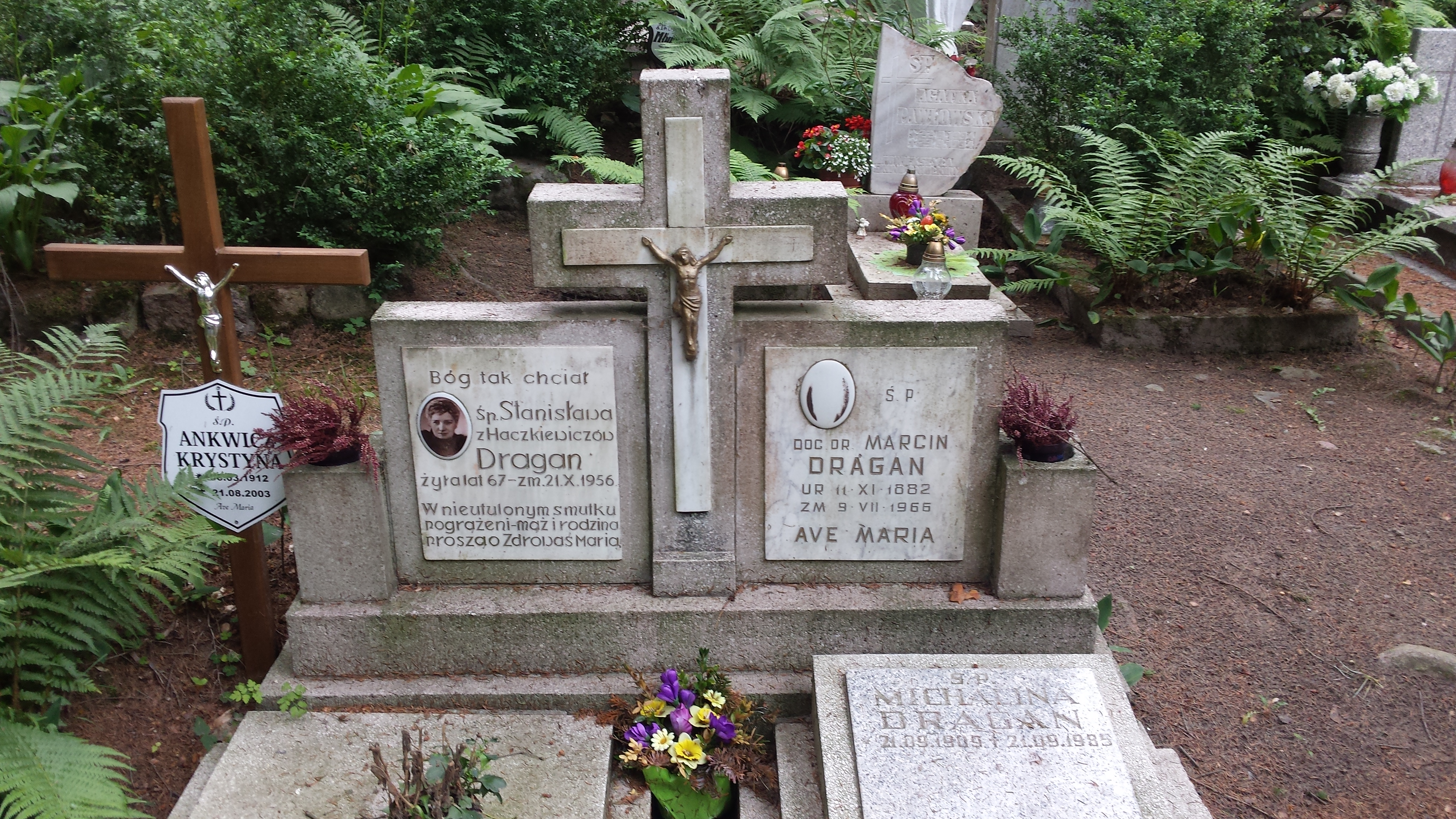
Grób Marcina Dragana na Cmentarzu Srebrzysko w Gdańsku

Zmarł w Gdańsku, pochowany na Cmentarzu Srebrzysko (rejon VI, KW III międzyleśny, miejsce leśne, grób 423).

## Wybrane publikacje
- O filozofii dziejów św. Augustyna Kraków 1910 (nakładem autora).
- Recesy Gdańskie i ich wartość zastępcza w stosunku do utraconych źródeł archiwalnych, „Archeion”, 21, 1952, s. 175–191.
- Archiwalny Biuletyn Informacyjny, Wojewódzkie Archiwum Państwowe w Gdańsku, oprac. M. Dragan, R. Morcinek, M. Sławoszewska, Warszawa 1954 (wyd. powielaczowe).
- Dr Anna Dembińska ur. 24 VII 1895 – zm. 19 VI 1954, kustosz WAP w Gdańsku, „Archeion”, 24, 1955, s. 389–390.
- Polsko-gdańsko-niemiecki spór archiwalny w okresie międzywojennym (1919–1939), „Archeion”, 39, 1963, s. 165–203.

## Ordery i odznaczenia
- Złoty Krzyż Zasługi – 2 lipca 1932 „za zasługi na polu pracy społecznej”[22]
- Złoty Krzyż Zasługi – 23 czerwca 1949 „za zasługi w pracy zawodowej i społecznej”[23]
- Medal Niepodległości – 4 listopada 1933 „za pracę w dziele odzyskania niepodległości”[24][1]
- Srebrny Wawrzyn Akademicki – 5 listopada 1935 „za szerzenie zamiłowania do literatury ojczystej wśród emigracji”[25]
- Brązowy Medal Zasługi Wojskowej z mieczami na wstążce Krzyża Zasługi Wojskowej[7]
- Krzyż Wojskowy Karola[7]

## Upamiętnienie
Jego imię nosi ulica w Gdańsku (dzielnica Chełm).